# Heart Attack (Scarlxrd)
Heart Attack è un singolo del rapper Scarlxrd, pubblicato il 23 giugno 2017. È il singolo che ha fatto salire alla ribalta il rapper britannico.
Conta (aggiornato gennaio 2021) più di 97 milioni di visualizzazioni su YouTube e più di 99 milioni di stream su Spotify, e rimane attualmente la canzone più popolare di Scarlxrd.